# La Chapelle-Montreuil
Pour les articles homonymes, voir La Chapelle et Montreuil.
La Chapelle-Montreuil est une ancienne commune du Centre-Ouest de la France, située dans le département de la Vienne en région Nouvelle-Aquitaine.
Le 1er janvier 2019, elle devient un village de Boivre-la-Vallée.

## Climat
Le  climat est océanique avec des étés tempérés.
D’une manière générale, le temps est assez sec et chaud pendant l’été, moyennement pluvieux en automne et en hiver avec des froids peu rigoureux.
La température moyenne est de 11 °C. Juillet est le mois le plus chaud (maximale absolue 40,8 °C en 1947). Janvier est le mois le plus froid  (minimale absolue – 17,9 °C en 1985). 9 °C à peine sépare les moyennes minimales des moyennes maximales (cette séparation est de 6 °C en hiver  et de 11 °C en été). L’amplitude thermique est de 15 °C.

## Toponymie
Le lieu-dit la haute Tifaille, à l'est du village, est la trace de l'installation de Taïfales comme foederati par les Romains à la fin de l'Antiquité.

## Histoire
A la Révolution, la paroisse devient commune, comme partout en France. La commune est rattachée en 1819 à la commune de Montreuil-Bonnin. Dès cette époque les habitants demandent l'érection d'une succursale paroissiale, car la population de La Chapelle-Montreuil est plus nombreuse que celle de Montreuil-Bonnin. Ils l'obtiennent par décret impérial du 27 décembre 1865. La commune est rétablie en 1869.
En 1944, pour fêter la Libération et le retour de la République, un arbre de la liberté (un tilleul) est planté.
Un arrêté préfectoral portant création de la commune nouvelle de Boivre-la-Vallée est publié le 21 septembre 2018 et a pris acte le 1er janvier 2019. Cette commune est le résultat de la fusion entre La Chapelle-Montreuil et Benassay, Lavausseau et Montreuil-Bonnin.

## Politique et administration

### Liste des maires
| Période   | Période          | Identité           | Étiquette | Qualité                                                 |
| --------- | ---------------- | ------------------ | --------- | ------------------------------------------------------- |
| mars 2001 | mars 2008        | Kléber Rassinoux   | UMP       | Garagiste                                               |
| mars 2008 | 31 décembre 2018 | Rodolphe Guyonneau | MoDem     | Instituteur Président de la CC du Haut-Poitou (2017 → ) |

### Liste des maires délégués
| Période         | Période | Identité           | Étiquette | Qualité                                                 |
| --------------- | ------- | ------------------ | --------- | ------------------------------------------------------- |
| 10 janvier 2019 | 2020    | Rodolphe Guyonneau | MoDem     | Instituteur Président de la CC du Haut-Poitou (2017 → ) |

### Instances judiciaires et administratives
La commune relève du tribunal d'instance de Poitiers, du tribunal de grande instance de Poitiers, de la cour d'appel  Poitiers, du tribunal pour enfants de Poitiers, du conseil de prud'hommes de Poitiers, du tribunal de commerce de Poitiers, du tribunal administratif de Poitiers et de la cour administrative d'appel de Bordeaux, du tribunal des pensions de Poitiers, du tribunal des affaires de la Sécurité sociale de la Vienne, de la cour d’assises de la Vienne.

## Démographie
L'évolution du nombre d'habitants est connue à travers les recensements de la population effectués dans la commune depuis 1793. Pour les communes de moins de 10 000 habitants, une enquête de recensement portant sur toute la population est réalisée tous les cinq ans, les populations de référence des années intermédiaires étant quant à elles estimées par interpolation ou extrapolation. Pour la commune, le premier recensement exhaustif entrant dans le cadre du nouveau dispositif a été réalisé en 2004.

En 2016, la commune comptait 704 habitants, en évolution de +6,34 % par rapport à 2010 (Vienne : +0,6 %, France hors Mayotte : +2,11 %).
| 1793 | 1800 | 1806 | 1872 | 1876 | 1881  | 1886  | 1891  | 1896  |
| ---- | ---- | ---- | ---- | ---- | ----- | ----- | ----- | ----- |
| 710  | 731  | 652  | 941  | 965  | 1 003 | 1 019 | 1 012 | 1 025 |

| 1901 | 1906 | 1911 | 1921 | 1926 | 1931 | 1936 | 1946 | 1954 |
| ---- | ---- | ---- | ---- | ---- | ---- | ---- | ---- | ---- |
| 985  | 927  | 870  | 748  | 721  | 746  | 700  | 650  | 671  |

| 1962 | 1968 | 1975 | 1982 | 1990 | 1999 | 2004 | 2006 | 2009 |
| ---- | ---- | ---- | ---- | ---- | ---- | ---- | ---- | ---- |
| 625  | 533  | 489  | 487  | 500  | 565  | 601  | 608  | 639  |

| 2014 | 2016 | - | - | - | - | - | - | - |
| ---- | ---- | - | - | - | - | - | - | - |
| 696  | 704  | - | - | - | - | - | - | - |

En 2008, la densité de population de la commune était de 26 hab./km2, 61 hab./km2 pour le département, 68 hab./km2 pour la région Poitou-Charentes et 115 hab./km2 pour la France.

## Économie
Selon la direction Régionale de l'Alimentation, de l'Agriculture et de la Foret de Poitou-Charentes, il ne reste que 23 exploitations agricoles en 2010 contre 45 en 2000.
Les surfaces agricoles utilisées ont diminué et sont passées de 2 215 hectares en 2000 à 1 638 hectares en 2010. 38% sont destinées à la culture des céréales (blé tendre essentiellement, mais aussi orges et maïs), 23% pour les oléagineux (colza), 34% pour le fourrage et 2% reste en herbes.
Dix exploitations en 2010 (contre 20 en 2000) abritent un élevage de bovins (1 276 têtes en 2010 contre 1 255 en 2000). C’est un des troupeaux de bovins les plus importants de la Vienne qui rassemblent 48 000 têtes en 2011. 7 exploitations en 2010 (contre 16 en 2000) abritent un élevage d'ovins (1 300 têtes en 2010 contre 988 têtes en 2000). L'élevage de volailles a disparu en 2010 (1 415 têtes sur 21 fermes en 2000).il y a aussi un grossiste en chèvres et brebis

## Culture locale et patrimoine

### Lieux et monuments

#### Patrimoine naturel
Le site du bois du Parc a fait l’objet d’un classement et d’une protection comme zone naturelle d’intérêt écologique, floristique et faunistique (ZNIEFF). Il comprend le bois du Parc qui est situé entre les deux grands massifs boisés que sont la forêt de Vouillé au nord et la forêt de l’Épine au sud, mais aussi un tronçon du cours de la Boivre, en aval immédiat de Montreuil-Bonnin. La zone s’étend sur le territoire de plusieurs communes : Béruges, Montreuil-Bonnin, la Chapelle-Montreuil.
La topographie qui est assez variée définit des habitats bien spécifiés. Il comprend, du sud au nord :
- un plateau d’altitude modeste qui culmine à 152 m.  Les sols y sont limoneux et acides. Le plateau est couvert d’une chênaie calcifuge atlantique à chêne sessile. Les sous-bois abritent la Scille du printemps. C’est une espèce présente en France uniquement dans le Sud-Ouest et sur le littoral breton. En Poitou-Charentes, l’espèce est rare et elle est très localisée. En effet, on l’a recensé surtout dans le département des Deux-Sèvres et dans l’Ouest du département de la Vienne. Elle y est peu abondante.

- un versant pentu et raide qui domine le marais. Le versant est orienté nord-ouest. Il surplombe la Boivre. Il est recouvert par des chênes pédonculés et des charmes. Il abrite, aussi, quelques hêtres communs. Cette essence est surtout répandue dans la moitié nord de la France et elle est à affinités montagnardes dans le Sud. Sa présence est très disséminée en région Poitou-Charentes où on la rencontre surtout dans des biotopes dont le microclimat est frais et humide, c’est-à-dire dans des ravins, des versants exposés au nord (comme pour le bois du Parc) ou à l’est. Dans ses sous-bois, a été recensée  la Dentaire bulbifère. C’est une curieuse Crucifère aux petites fleurs rosées qui se reproduit partiellement par de petites bulbilles situées à l’aisselle de ses feuilles. Le bois du Parc est l’un de ses quatre sites répertoriés dans le département de la Vienne. Avec la Dentaire bulbifère, on trouve les plantes habituelles des sous-bois de chênaies-charmais: anémones, primevères, jacinthes et ancolies.

- le marais des Ragouillis qui borde la rivière. Il s’est développé en bas de pente à la faveur de suintements marneux. Il accueille diverses laîches, notamment la Laîche écailleuse. La Germandrée des marais y a été répertoriée ainsi que le Séneçon aquatique.

- en pied de coteaux, les suintements marneux alimentent aussi un petit étang artificiel.

- en bordure même de la Boivre se trouvent des prairies humides partiellement plantées de peupliers. Elles abritent deux Orchidées rares - l’Orchis incarnat et l’Orchis élevé, ainsi que la Fritillaire pintade, une tulipe sauvage des milieux humides.

Dans le bois du Parc, la présence du Pouillot siffleur, un passereau forestier de distribution localisée en Poitou-Charentes a été observée.

### Personnalités liées à la commune
- Sebastien Cousson, Triathlete (1974-)